# Francesco Corbetta (botanico)
Francesco Corbetta (Zeme, 3 febbraio 1932 – Bologna, 6 settembre 2019) è stato un biologo e botanico italiano.

## Biografia
Dopo la laurea in scienze biologiche nel 1955 all'Università di Pavia fu docente di botanica negli atenei di Bologna, Ferrara e Catania. In seguito, divenuto titolare di cattedra, insegnò Botanica applicata all'Università dell'Aquila dal 1983 al 2003 assumendo anche la direzione del dipartimento di botanica.
Oltre all'attività accademica contribuì, con numerosi studi, a migliorare le conoscenze floristiche mediterranee, soprattutto in molte zone del Sud Italia, in particolare in Basilicata, negli Alburni, nel Cilento e nella Sila.
Fu presidente a più riprese, dell'Unione Bolognese Naturalisti (UBN).
Svolse un ruolo fondamentale nell'ideazione e nell'istituzione del Parco nazionale del Cilento, Vallo di Diano e Alburni, divenendo poi direttore del parco.
Fece parte del Consiglio Nazionale dell'Ambiente e, al tempo stesso, si impegnò nella Federazione nazionale Pro Natura, sino a diventarne prima il segretario e poi il presidente.
Fu nel consiglio direttivo del Parco nazionale delle Foreste Casentinesi, Monte Falterona e Campigna e del Parco Nazionale del Gran Sasso e Monti della Laga.
Firmò oltre 300 pubblicazioni scientifiche e numerosi saggi divulgativi. Fu per molti anni direttore della rivista "Natura e montagna". Al momento della scomparsa era presidente del comitato scientifico della Fondazione Villa Ghigi di Bologna, carica assunta dal 1981, con l'elezione alla presidenza di Delfino Insolera, quando l'istituzione era ancora denominata Centro Villa Ghigi, prima della trasformazione nell'attuale fondazione, alla cui istituzione aveva contribuito nel 2001.

Visse e lavorò a Bologna fino alla morte, avvenuta nel 2019 all'età di 87 anni.

## Alcune opere
- Il Manuale del Bravo Conservatore. Saggi di Ecologia applicata, (con Carlo Cencini), Bologna, 2013
- Flora della Pianura padana e dell'Appennino settentrionale. Fotoatlante della flora vascolare, con Giancarlo Marconi, Zanichelli Editore, 2013 ISBN 978-88-0806-291-8
- Novantanove piante spontanee mangerecce, Oasi Alberto Perdisa, 2005 ISBN 978-88-8372-227-1
- Il vecchio botanico racconta, Lampi di stampa, 2012 ISBN 978-88-4881-353-2
- Frutti della terra, Electa, 2004 (3ª edizione) ISBN 978-88-3702-765-0
- Eros e botanica. La sessualità e le forme allusive del mondo vegetale, Edagricole, 2003, ISBN 9788850649266
- SOS verde. Vegetazioni e specie da conservare (in collab.), Edagricole, 1998, ISBN 88-206-6026-1
- Geoforum. Per le Scuole superiori, 3 volumi, Cappelli Editore, 2001, ISBN 88-3790-949-7
- Le piante della salute: atlante delle piante medicinali, con Francesco Bianchini e Marilena Pistoia, Arnoldo Mondadori Editore, 1975
  - edizione francese: Atlas des plantes médicinales, (trad. di Claude About e Anne Besançon), Nathan Fernand, 1976
- Lineamenti della vegetazione lucana., Firenze, 1974
- Lineamenti della vegetazione macrofitica dei laghi di Lesina e di Varano, Firenze, 1970
- La vegetazione dei fontanili lomellini, Firenze, 1969